# Ždaňa
Ždaňa é um município da Eslováquia, situado no distrito de Košice-okolie, na região de Košice. Tem 5,51 km² de área e sua população em 2018 foi estimada em 1.419 habitantes.

## Demografia
| Ano:        | 1994 | 2004   | 2014   | 2024   |
| ----------- | ---- | ------ | ------ | ------ |
| Broj ljudi: | 1341 | 1308   | 1389   | 1350   |
| Razlika:    |      | -2,46% | +6,19% | -2,80% |

| Ano:               | 2023 | 2024 |
| ------------------ | ---- | ---- |
| Número de pessoas: | 1350 | 1350 |
| Diferença:         |      | +0%  |